# Veronica szechuanica
Veronica szechuanica är en grobladsväxtart som beskrevs av Aleksandr Batalin.
Veronica szechuanica ingår i släktet veronikor och familjen grobladsväxter. Inga underarter finns listade i Catalogue of Life.